# Communauté de communes Beauce - Val de Cisse
Die Communauté de communes Beauce-Val de Cisse ist ein ehemaliger Gemeindeverband (Communauté de communes) im französischen Département Loir-et-Cher in der Region Centre-Val de Loire. Er ist nach der Landschaft Beauce sowie dem Tal (französisch val) des Flusses Cisse benannt.
Die Communauté de communes Beauce - Val de Cisse wurde am 1. Januar 2001 nach einem Erlass vom 23. August 2000 gegründet. Zum 1. Januar 2012 ging sie in der Communauté d’agglomération de Blois auf.

## Ehemalige Mitgliedsgemeinden
| - Chambon-sur-Cisse - Champigny-en-Beauce - La Chapelle-Vendômoise - Chouzy-sur-Cisse - Coulanges - Françay - Herbault | - Lancôme - Landes-le-Gaulois - Mesland - Molineuf - Monteaux - Onzain - Orchaise | - Saint-Cyr-du-Gault - Saint-Étienne-des-Guérets - Santenay - Seillac - Veuves - Villefrancœur |